# American Thunder
American Thunder (eerder Evel Knievel) is een houten achtbaan in Six Flags St. Louis en is geopend op 20 juni 2008. De achtbaan is genoemd en gethematiseerd rondom de stuntman Evel Knievel.
De achtbaan kostte 7 miljoen dollar (ongeveer 5 miljoen euro) en is gebouwd door Great Coasters International. De hoogste val is van 25 meter waarbij een topsnelheid wordt behaald van 80 km/u. De lengte van de achtbaan bedraagt 820 meter. De achtbaan passeert zichzelf zeventien keer, zowel bovenlangs als onderlangs. De achtbaan heeft 2 treinen van het model Millennium Flyer gebouwd door Great Coasters International zelf, waarin 24 personen per trein kunnen.
Huidig: American Thunder · Batman: The Ride · Boomerang · Mr. Freeze · Ninja · River King Mine Train · Pandemonium · Rookie Racer · Screamin' Eagle · The Boss
Verdwenen:
Rockin' Roller · Big Bend · Jet Scream